# George Cr. Rulea
George Cr. Rulea (n. 27 august 1926 - d. 2016) este un inginer român, specialist în domeniul radiocomunicațiilor. A fost profesor la Institutul Politehnic din București și a avut contribuții la dezvoltarea tehnicii microundelor în România (în 1960 a înființat laboratorul de tehnica frecvențelor foarte înalte).

## Lucrări (selecție)
- „Tehnica frecvențelor foarte înalte” (1966)
- „Propagarea undelor electromagnetice în ghiduri dielectrice” (1968)
- „Calculul antenelor cu fante” (1968)
- „Bazele teoretice și experimentale ale tehnicii microundelor” Editura: Științifică și Enciclopedică (1989)